# Gabondi
Gabondi, parfois orthographié Goandi, est une commune rurale située dans le département de Liptougou de la province de la Gnagna dans la région de l'Est au Burkina Faso.

## Géographie
Gabondi – commune agropastorale à centres d'habitations dispersés – est située à 7 km au Sud-Ouest de Liptougou sur la route départementale 18.

## Santé et éducation
Le centre de soins le plus proche de Gabondi est le centre de santé et de promotion sociale (CSPS) de Liptougou.